# Apriona japonica
Apriona japonica là một loài bọ cánh cứng trong họ Cerambycidae.